# Восточногольштейнский диалект
Восточногольштейнский диалект (нем. Ostholsteinisch) — немецкий диалект, принадлежащий к нижнесаксонским диалектам нижненемецкого языка. Распространён в восточной части Гольштейна. Вместе с дитмаршенским, фемарнским и райнфельдским причисляется к гольштейнским диалектам.